# 現代英語
現代英語（英語：Modern English），又稱新興英語（New English，相對於中古英語與古英語），是指現代使用的英語，其產生開始于元音大推移（或稱母音大推移），大致完成于1550年。在語言學歷史角度來看，現代英語包含了中古英語後期的英語。撇除個別的詞彙差異，諸如威廉·莎士比亞作品及《欽定版聖經》等17世紀初的讀物，可視為現代英語；若作更確切劃分，則屬于近代英語。大多數通曉21世紀初英語的人大致讀懂這些書籍。
現代英語有多種方言，分佈於全球多個國家及地區。它們分別是英國英語、愛爾蘭英語、美國英語、加拿大英語、澳洲英語、紐西蘭英語、加勒比英語、印巴英語及南非英語，當中大多數可互通。這些英語方言可應用於不同環境，譬如，美國一些演出好莱坞歷史或神話史詩的演員，往往會使用來自英國腔調；同時，很多美國、澳洲及非以英語為母語的國際流行歌手會訴諸於國際人口統計學，以「工業中立」的美國腔調演唱。
根據民族語網站，1999年有超過五億八百萬人以英語作為第一或第二語言，其使用者數目在全世界僅少於中文的使用者。然而漢語的使用範圍較小，主要侷限於大中华地区及华人间的交流。相對於其使用範圍來說，使用英語的地區遍及美國、加拿大、英國、愛爾蘭、澳洲、紐西蘭、印度、巴基斯坦及南非等地。長久以來，龐大的使用人口，加上全球的普及應用，讓英語成為一種國際語言。現今不論文化交流、資訊傳播、商業活動，還是國際外交等領域，英語都必不可少。

## 歷史
現代英語源於伊麗莎白時期的英格蘭，時值英國大詩人威廉·莎士比亞的創作時期。
憑着大英帝國的殖民，英語在世界各地，譬如美國、印度及澳洲沿用下來。又因為大不列顛手在北美洲、亞洲及非洲建立殖民地，英語與風俗、思想等藉此傳播到世界。這被視為哥倫布交換（Columbian Exchange）的一部分。

## 所受影響
早期現代英語沒有統一的拼法，及至1755年，塞繆爾·約翰遜博士於英格蘭出版詞典，定下關鍵性的單字標準拼法。另外，諾亞·韋伯斯特1828年在美國出版了詞典著作。（參見美國英語#美國英語和英國英語的差異）
19世紀，隨着公眾教育與公共圖書館日漸普及，人們有更多機會閱讀書籍，以及接觸標準語言。透過貿易與定居，不少人容易接觸到外來文化，加上大量移民湧入美國，外來語亦隨之輸入了英語。第一次及第二次世界大戰後，不同背景的人在短時間內匯集，而且社會流動性加強，無形中縮窄了社會口音的差異，尤其是美國。20世紀初，電台廣播發展，人們對於外地口音與詞彙更加熟悉，一些更是他們前所未聞的。今時今日，這種現象在電影與電視仍屢見不鮮。（參見英語借詞）

### 西語化
中南美洲西班牙語融入現代英語的語言變化過程

### 印地語化
印地語融入現代英語的語言變化過程

### 歐化
印歐語系等歐洲語言融入現代英語的語言變化過程

### 中文化
中文融入現代英語的語言變化過程

### 葡語化
葡萄牙語融入現代英語的語言變化過程

## 變化概述
下文概述現代英語自中古英語以來的主要變化。注意，這些概說未必完全適用於個別英語方言：

### 音系
參見英語音系學、約1600年-1725年語音變化及約1725年-1900年語音變化。

### 語法
- 亲疏尊卑称谓（TV-distinction，即thou[3]、ye[4]）不再使用。
- 助動詞強制使用於疑問句。
- 規範語法相繼出現。
- 受到《文體要素》（The Elements of Style）與《今日美國》[5]兩者的散文體影響。

## 外部連結
- 英語：英國的語言 （页面存档备份，存于）（民族語網站） （英文）
- 世界英語組織 （页面存档备份，存于） （英文）
- 莎士比亞與早期中古英語：現代英語發展 （页面存档备份，存于）（NoSweatShakespeare網站，講述莎士比亞對早期現代英語的影響） （英文）
- 古英語、中古英語、後期現代英語彙編 （英文）